# Стоенешти (Стоенешти, Валча)
Стоенешти (рум. Stoeneşti) насеље је у Румунији у округу Валча у општини Стоенешти. Oпштина се налази на надморској висини од 307 m.

## Становништво
Према подацима из 2002. године у насељу је живело 3924 становника, од којих су сви румунске националности.

### Хронологија
| Година       | 1992 | 1993 | 1994 | 1995 | 1996 | 1997 | 1998 | 1999 | 2000 | 2001 | 2002 | 2003 | 2004 | 2005 | 2006 | 2007 | 2008 | 2009 | 2010 | 2011 | 2012 | 2013 | 2014 | 2015 | 2016 | 2017 |
| ------------ | ---- | ---- | ---- | ---- | ---- | ---- | ---- | ---- | ---- | ---- | ---- | ---- | ---- | ---- | ---- | ---- | ---- | ---- | ---- | ---- | ---- | ---- | ---- | ---- | ---- | ---- |
| Становништво | 4209 | 4161 | 4137 | 4078 | 4038 | 4013 | 3947 | 3929 | 3920 | 3916 | 3897 | 3871 | 3847 | 3838 | 3802 | 3781 | 3754 | 3715 | 3654 | 3594 | 3549 | 3515 | 3490 | 3475 | 3468 | 3445 |